# Orange Is the New Black
Orange Is the New Black, spesso abbreviato anche in OITNB, è una serie televisiva statunitense trasmessa in streaming su Netflix, ideata da Jenji Kohan e prodotta da Lionsgate Television. La serie è ispirata alle memorie di Piper Kerman Orange Is the New Black - Da Manhattan al carcere: il mio anno dietro le sbarre (Orange Is the New Black: My Year in a Women's Prison).

## Trama
La serie inizia ruotando intorno a Piper Chapman (Taylor Schilling), una trentenne che vive a New York e che viene condannata a 15 mesi nel penitenziario di Litchfield, un carcere federale femminile di minima sicurezza a nord di New York. Chapman è stata condannata per aver trasportato una valigia contenente denaro per conto della sua fidanzata Alex Vause (Laura Prepon), una trafficante internazionale di droga. Il reato era stato commesso 10 anni prima dell'inizio della serie e in quel periodo Chapman era passata ad una vita tranquilla e rispettosa della legge nell'ambiente della media borghesia di New York. La sua improvvisa e inaspettata incriminazione sconvolge i rapporti con il fidanzato, la famiglia e gli amici. In prigione, Chapman si riunisce a Vause (che aveva fatto il nome di Chapman nel suo processo, causandone l'arresto) e le due riesaminano il loro rapporto. Allo stesso tempo, Chapman, insieme agli altri detenuti, cerca di affrontare i numerosi problemi che la prigione comporta. Gli episodi sono spesso caratterizzati da flashback di eventi significativi del passato di diversi detenuti e guardie carcerarie. Questi flashback in genere raccontano come un detenuto è arrivato in prigione o sviluppano la storia di un personaggio. La prigione è inizialmente gestita dal "Federal Department of Corrections" (una versione fittizia del Federal Bureau of Prisons) e in una stagione successiva verrà successivamente acquisita dalla Management & Correction Corporation (MCC), una società carceraria privata.
La quinta stagione mostra i detenuti in rivolta contro le guardie, i guardiani e il sistema dopo il fallimento della gestione da parte dell'MCC e della morte di un detenuto per mano di una guardia nella quarta stagione. La morte del detenuto era seguita a una protesta pacifica e alla successiva istigazione di una rissa tra detenuti da parte di un'altra guardia. Alimentata dalle condizioni che i detenuti sono costretti a tollerare e dal rancore nei confronti delle guardie, si scatena una rivolta di tre giorni. Durante la rivolta, alcuni detenuti cercano di negoziare condizioni di vita migliori e di ottenere giustizia per la morte del detenuto, mentre altri perseguono i propri interessi e divertimenti e alcuni non vogliono essere coinvolti. All'inizio della rivolta, la guardia che aveva scatenato la rissa nella stagione precedente viene ferita gravemente da un detenuto che ha preso la pistola che la guardia aveva portato illegalmente nel carcere. Alla fine della stagione, la SWAT fa irruzione nel carcere per porre fine alla rivolta e far uscire tutti i detenuti dalla struttura. Durante l'incursione, un agente penitenziario viene ferito a morte da una "squadra d'assalto" corrotta, che poi cospira per incolpare della morte della guardia alcuni detenuti che si erano nascosti in un bunker sotterraneo, trovato da un detenuto, e avevano preso in ostaggio la guardia. Tutti i detenuti vengono trasportati in altre prigioni.
Le conseguenze della rivolta vengono mostrate nella sesta stagione. Alcune detenute, tra cui Chapman e Vause, vengono trasportate al carcere di massima sicurezza di Litchfield. La maggior parte di queste detenute viene interrogata e molte di loro vengono accusate e condannate per il loro coinvolgimento nella rivolta. Nel carcere di massima sicurezza, vengono introdotti nuovi detenuti, vengono strette alleanze ed emerge una guerra tra bande tra due blocchi di carcerati, guidata da una faida di lunga data tra due sorelle e dal rancore che nutrono nei confronti di un'ex detenuta di massima sicurezza tornata in seguito alla rivolta (era stata trasferita nel carcere di minima sicurezza). I detenuti arrivati dal carcere di minima sicurezza vengono coinvolti o partecipano volontariamente alla guerra tra i blocchi del carcere. La stagione ritrae ulteriori episodi di corruzione e brutalità delle guardie.
La settima stagione mette fine alle storie di diversi detenuti. Chapman e Vause continuano la loro relazione "on/off". La stagione mostra come alcuni detenuti siano in grado di andare oltre il periodo trascorso in carcere, mentre altri sono catturati dal sistema e, a causa dei loro stessi difetti e/o dei problemi sistemici della struttura della società statunitense e del suo sistema giudiziario, non riescono a progredire. Oltre all'ambientazione consolidata di Litchfield Max, una parte significativa della stagione si svolge in un centro di detenzione ICE di recente creazione per presunti immigrati clandestini detenuti, mostrando le loro difficoltà e la mancanza di accesso ad aiuti esterni, in gran parte a causa della totale o estrema noncuranza della legge.
Nel corso della serie, viene mostrato come varie forme di corruzione, i tagli ai finanziamenti da parte dell'azienda proprietaria per aumentare i profitti di milioni, la privatizzazione del carcere, il sovraffollamento, la brutalità delle guardie e la discriminazione razziale (tra gli altri problemi) incidano sulla sicurezza, la salute e il benessere dei detenuti, sulla vita degli agenti di custodia e sull'incapacità della prigione di adempiere alle sue fondamentali responsabilità legali e ai suoi obblighi etici come istituto di correzione. Uno dei conflitti principali dello show coinvolge il Direttore delle Attività Umane del carcere di minima sicurezza (alias il direttore, secondo la nomenclatura della privatizzazione), Joe Caputo, i cui sforzi e obiettivi come direttore sono costantemente in conflitto con gli interessi aziendali della MCC, che acquisisce il penitenziario di Litchfield quando rischia di chiudere. Questo tema continua quando una nuova direttrice lungimirante e premurosa viene assunta al penitenziario di massima sicurezza di Litchfield e, a differenza di Caputo, istituisce programmi educativi e cambiamenti positivi. Viene licenziata per queste azioni e per il suo atteggiamento nei confronti della corruzione aziendale, anche se i suoi cambiamenti di breve durata hanno risultati profondi.

## Episodi
| Stagione         | Episodi | Pubblicazione USA | Pubblicazione Italia |
| ---------------- | ------- | ----------------- | -------------------- |
| Prima stagione   | 13      | 2013              | 2014                 |
| Seconda stagione | 13      | 2014              | 2014                 |
| Terza stagione   | 13      | 2015              | 2015                 |
| Quarta stagione  | 13      | 2016              | 2016                 |
| Quinta stagione  | 13      | 2017              | 2017                 |
| Sesta stagione   | 13      | 2018              | 2018                 |
| Settima stagione | 13      | 2019              | 2019                 |

## Personaggi e interpreti
- Piper Chapman (stagioni 1-7), interpretata da Taylor Schilling, doppiata da Francesca Fiorentini.
- Alex Vause (stagioni 1, 3-7, ricorrente stagione 2), interpretata da Laura Prepon, doppiata da Laura Romano.
- Sam Healy (stagioni 1-4, guest star stagioni 6-7), interpretato da Michael Harney, doppiato da Mario Cordova.
- Claudette Pelage (stagione 1), interpretata da Michelle Hurst, doppiata da Ludovica Modugno.
- Galina "Red" Reznikov (stagioni 1-7), interpretata da Kate Mulgrew, doppiata da Angiola Baggi.
- Larry Bloom (stagioni 1-2, guest star stagione 5, ricorrente stagione 7), interpretato da Jason Biggs, doppiato da Emiliano Coltorti.
- Suzanne "Occhi Pazzi" Warren (stagioni 1-7), interpretata da Uzo Aduba, doppiata da Gemma Donati.
- Tasha "Taystee" Jefferson (stagioni 1-7), interpretata da Danielle Brooks, doppiata da Benedetta Degli Innocenti.
- Nicky Nichols (stagioni 1-7), interpretata da Natasha Lyonne, doppiata da Letizia Ciampa.
- Tiffany "Pennsatucky" Doggett (stagioni 1-7), interpretata da Taryn Manning, doppiata da Valentina Favazza.
- Gloria Mendoza (stagioni 1-7) interpretata da Selenis Leyva, doppiata da Ilaria Latini.
- Cindy "Black Cindy" Hayes (stagioni 2-7, ricorrente stagione 1), interpretata da Adrienne C. Moore, doppiata da Perla Liberatori.
- Dayanara "Daya" Diaz (stagioni 1-7), interpretata da Dascha Polanco, doppiata da Eva Padoan.
- Joe Caputo (stagioni 1-7), interpretato da Nick Sandow, doppiato da Antonio Sanna.
- Lorna Morello (stagioni 1-7), interpretata da Yael Stone, doppiata da Sabrina Duranti.
- Poussey Washington (stagioni 1-4, guest star stagioni 5, 7), interpretata da Samira Wiley, doppiata da Giulia Franceschetti.
- Marisol "Flaca" Gonzales (stagioni 1-7), interpretata da Jackie Cruz, doppiata da Erica Necci.
- Maritza Ramos (stagioni 1-5, guest star stagione 7) interpretata da Diane Guerrero, doppiata da Letizia Scifoni.
- Carrie "Big Boo" Black (stagioni 1-5, guest star stagioni 6-7), interpretata da Lea DeLaria, doppiata da Barbara Castracane.
- Aleida Diaz (stagioni 1-7), interpretata da Elizabeth Rodriguez, doppiata da Alessandra Korompay.
- Maria Ruiz (stagioni 1-7), interpretata da Jessica Pimentel, doppiata da Emanuela D'Amico.
- Blanca Flores (stagioni 2-7, ricorrente stagioni 1), interpretata da Laura Gomez, doppiata da Irma Carolina Di Monte.
- Joel Luschek (stagioni 1-7), interpretato da Matt Peters, doppiato da Gabriele Sabatini.
- Frieda Berlin (stagioni 2-7), interpretata da Dale Soules, doppiata da Paola Giannetti.
- Natalie "Fig" Figueroa (stagione 1-3, 5-7 ricorrente stagione 4), interpretata da Alysia Reiner, doppiata da Roberta Pellini.

## Distribuzione
Il 27 giugno 2013 Netflix ha rinnovato la serie per una seconda stagione, pubblicata in streaming sulla piattaforma il 6 giugno 2014. La terza stagione è stata pubblicata su Netflix il 12 giugno 2015. Il 15 aprile viene ufficializzato il rinnovo della serie anche per una quarta stagione, che è stata distribuita il 17 giugno 2016 in tutti i territori in cui Netflix è disponibile. Il 5 febbraio 2016 la serie è stata rinnovata per una quinta, una sesta ed una settima stagione che sarà poi il finale di serie.
In Italia la prima stagione è andata in onda dal 5 giugno 2014 sulla piattaforma di streaming on-demand Infinity TV, mentre la seconda è stata trasmessa da settembre 2014. La terza stagione è stata pubblicata il 13 giugno 2015 su Infinity TV in contemporanea con gli Stati Uniti. La quarta stagione è stata pubblicata in esclusiva su Netflix, ma è stata resa disponibile contemporaneamente anche su Infinity TV. La quinta stagione è disponibile su Netflix per tutti gli stati a partire dal 9 giugno 2017 ed è stata pubblicata in contemporanea anche su Infinity TV, ma un gruppo di hacker, "The Dark Overlord", ha pubblicato con mesi di anticipo 10 dei 13 episodi della 5ª stagione sul web, in modo del tutto illegale.
La sesta stagione è disponibile su Netflix a partire dal 27 luglio 2018. Il sito di streaming ha inoltre rinnovato la serie per una settima ed ultima stagione che è andata in onda quasi dopo un anno esatto ovvero il 26 luglio 2019.

## Accoglienza
Orange Is the New Black ha ricevuto giudizi positivi dalla critica, con Metacritic che dà alla serie un punteggio di 79 su 100 e Rotten Tomatoes che le ha assegnato un 89% di gradimento.

## Riconoscimenti
- Golden Globe
  - 2014 – Candidatura per la miglior attrice in una serie drammatica a Taylor Schilling
  - 2015 – Candidatura per la miglior serie commedia o musicale
  - 2015 – Candidatura per la miglior attrice in una serie commedia o musicale a Taylor Schilling
  - 2015 – Candidatura per la miglior attrice non protagonista in una serie a Uzo Aduba

- Critics' Choice Television Award
  - 2014 – Miglior serie TV commedia 2014
  - 2014 – Miglior attrice non protagonista a Kate Mulgrew
  - 2014 – Miglior performance comica a Uzo Aduba
  - 2014 – Candidatura per la miglior attrice non protagonista a Laverne Cox
  - 2015 – Miglior attrice non protagonista a Lorraine Toussaint
  - 2015 – Candidatura per la miglior serie TV drammatica

- Emmy Award
  - 2014 – Candidatura per la miglior serie commedia
  - 2014 – Candidatura per la miglior attrice protagonista in una serie commedia a Taylor Schilling
  - 2014 – Candidatura per la miglior attrice non protagonista in una serie commedia a Kate Mulgrew
  - 2014 – Candidatura per la miglior regia in una serie commedia a Jodie Foster per l'episodio Richiesta lesbo respinta
  - 2014 – Candidatura per la miglior sceneggiatura per una serie commedia a Jenji Kohan
  - 2014 – Miglior attrice guest star in una serie commedia a Uzo Aduba
  - 2014 – Candidatura per la miglior attrice guest star in una serie commedia a Laverne Cox
  - 2015 – Miglior attrice non protagonista in una serie drammatica a Uzo Aduba
  - 2015 – Candidatura per la miglior serie drammatica 2015
  - 2015 – Candidatura per il miglior attore guest star in una serie drammatica a Pablo Schreiber

- Screen Actors Guild Award
  - 2015 - Miglior attrice in una serie commedia a Uzo Aduba
  - 2015 - Miglior cast in una serie commedia
  - 2016 - Miglior attrice in una serie commedia a Uzo Aduba
  - 2016 - Miglior cast in una serie commedia
  - 2017 - Miglior cast in una serie commedia

- Television Critics Association Awards
  - 2014 – Miglior serie debuttante 2014
  - 2014 – Candidatura per la serie TV dell'anno